# Lijst van cultureel erfgoed in Košice - Staré Mesto (Letná)
Dit is een lijst van cultureel erfgoed in Košice, in het stadsdeel Staré Mesto, wijk Letná (okres Košice I).
Deze lijst is gebaseerd op de opsomming die gepubliceerd werd op de website van het Bureau voor monumenten van de Slowaakse Republiek (PÚSR).
- Staré Mesto (Košice)
- Košice (stad in Slowakije)

## Cultureel erfgoed
| Afbeelding | Adres & coördinaten                 | Object | Locale benaming                                                                            |
| ---------- | ----------------------------------- | --- | ------------------------------------------------------------------------------------------ |
|            | Gorkého ulica 2. Locatie.           | Alleenstaand administratief gebouw (erfgoed). ID 802-1328/1.                                                                                        | Budova administratívna pamätná. Solitér.                                                   |
|            | Gorkého ulica 2. Locatie.           | Gedenkplaat. ID 802-1328/2. | Tabuľa pamätná.                                                                            |
|            | Hviezdoslavova ulica 5. Locatie.    | Alleenstaand schoolgebouw, Ján Bocatia-bibliotheek. ID 802-1155/0.                                                                                  | Hodbová, Škola, solitér. Knižnica Jána Bocatia.                                            |
|            | Hviezdoslavova ulica 7. Locatie.    | Administratief gebouw. ID 802-1153/0. | Budova administratívna.                                                                    |
|            | Jarná ulica 11. Locatie.            | Appartementsgebouw. Model "Klein Praag". ID 802-3624/1.                                                                                             | Dom bytový. Schodiskový. Malá Praha I.                                                     |
|            | Jarná ulica 13. Locatie.            | Appartementsgebouw. Model "Klein Praag". ID 802-3624/2.                                                                                             | Dom bytový. Schodiskový. Malá Praha II.                                                    |
|            | Jarná ulica 15. Locatie.            | Appartementsgebouw. Model "Klein Praag". ID 802-3624/3.                                                                                             | Dom bytový. Schodiskový. Malá Praha III.                                                   |
|            | Jarná ulica 17. Locatie.            | Appartementsgebouw. Model "Klein Praag". ID 802-3624/4                                                                                              | Dom bytový. Schodiskový. Malá Praha IV.                                                    |
|            | Jarná ulica 19. Locatie.            | Appartementsgebouw. Model "Klein Praag". ID 802-3624/5.                                                                                             | Dom bytový. Schodiskový. Malá Praha V.                                                     |
|            | Jarná ulica 21. Locatie.            | Appartementsgebouw. Model "Masarykova kolónia". ID 802-3625/6.                                                                                      | Dom bytový. Schodiskový. Masarykova kolónia VI.                                            |
|            | Jarná ulica 23. Locatie.            | Appartementsgebouw. Model "Masarykova kolónia". ID 802-3625/7.                                                                                      | Dom bytový. Schodiskový. Masarykova kolónia VII.                                           |
|            | Jarná ulica 25. Locatie.            | Appartementsgebouw. Model "Masarykova kolónia". ID 802-3625/8.                                                                                      | Dom bytový. Schodiskový. Masarykova kolónia VIII.                                          |
|            | Jesenná ulica 1. Locatie.           | Appartementsgebouw. Model "Masarykova kolónia". ID 802-3625/4.                                                                                      | Dom bytový. Schodiskový. Masarykova kolónia IV.                                            |
|            | Jesenná ulica 3. Locatie.           | Appartementsgebouw. Model "Masarykova kolónia". ID 802-3625/5.                                                                                      | Dom bytový. Schodiskový. Masarykova kolónia V.                                             |
|            | Jesenná ulica 4. Locatie.           | Appartementsgebouw. Model "Klein Praag". ID 802-3624/8.                                                                                             | Dom bytový. Schodiskový. Malá Praha VIII.                                                  |
|            | Jesenná ulica 6. Locatie.           | Appartementsgebouw. Model "Klein Praag". ID 802-3624/7.                                                                                             | Dom bytový. Schodiskový. Malá Praha VII.                                                   |
|            | Jesenná ulica 8. Locatie.           | Appartementsgebouw. Model "Klein Praag". ID 802-3624/6.                                                                                             | Dom bytový. Schodiskový. Malá Praha VI.                                                    |
|            | Komenského ulica 2. Locatie.        | Schoolgebouw. Technisch onderwijs. ID 802-1156/1.                                                                                                   | Škola pamätná. Priemyselná škola.                                                          |
|            | Komenského ulica 2. Locatie.        | Gedenkplaat "Technische school": 75e verjaardag. ID 802-1156/2.                                                                                     | Priemyselná škola: tabuľa pamätná - 75.výročie zal.                                        |
|            | Komenského ulica 2. Locatie.        | Gedenkplaat "Technische school": 100e verjaardag. ID 802-1156/3.                                                                                    | Priemyselná škola: tabuľa pamätná - 100.výročie zal.                                       |
|            | Komenského ulica 3. Locatie.        | Appartementsgebouw. ID 802-3664/0. | Dom bytový.                                                                                |
|            | Letná ulica 10-12-14. Locatie.      | Appartementsgebouw "Masarykova kolónia". ID 802-3625/1 & 802-3625/2 & 802-3625/3.                                                                   | Dom bytový "Masarykova kolónia". Schodiskový.                                              |
|            | Letná ulica 16-18-20. Locatie.      | Appartementsgebouw, model "Klein Praag". ID 802-3624/9 & 802-3624/10 & 802-3624/11.                                                                 | Dom bytový "Malá Praha". Schodiskový.                                                      |
|            | Letná ulica 22-24. Locatie.         | Appartementsgebouw, model "Klein Praag". ID 802-3624/12 & 802-3624/13.                                                                              | Dom bytový "Malá Praha". Schodiskový.                                                      |
|            | Letná ulica 26-28. Locatie.         | Appartementsgebouw, model "Klein Praag". ID 802-3624/14 & 802-3624/15.                                                                              | Dom bytový "Malá Praha". Schodiskový.                                                      |
|            | Letná ulica 30. Locatie.            | Appartementsgebouw, model "Klein Praag". ID 802-3624/16.                                                                                            | Dom bytový "Malá Praha". Schodiskový.                                                      |
|            | Námestie Maratónu mieru. Locatie.   | Monument voor de vredesmarathon. Standbeeld voor de marathonloper. ID 802-4548/0.                                                                   | Pamätník Maratónu mieru. Pomník so sochou.                                                 |
|            | Námestie Maratónu mieru 1. Locatie. | Alleenstaand kantoorgebouw. Militair hoofdkwartier. ID 802-1151/1.                                                                                  | Budova administratívna. Budova vojenského veliteľstva. Solitér.                            |
|            | Námestie Maratónu mieru 1. Locatie. | Gedenkplaat (met buste) voor legergeneraal Viest Rudolf (°1890 - †1945). ID 802-1151/2.                                                             | Tabuľa pamätná s bustou: Viest R.gen. (°1890 - †1945) arm.gen.                             |
|            | Námestie Maratónu mieru 2. Locatie. | Alleenstaand Oost-Slowaaks Museum. ID 802-1152/1.                                                                                                   | Múzeum. Solitér.                                                                           |
|            | Námestie Maratónu mieru 2. Locatie. | Gedenkplaten (bas-reliëf en tekst) voor František Klimkovič (°1826 - † 1890) en Vojtech Klimkovič (°1833 - † 1885). ID 802-1152/2.                  | Tabuľa pamätná: František Klimkovič (°1826 - † 1890) & Vojtech Klimkovič (°1833 - † 1885). |
|            | Námestie Maratónu mieru 2. Locatie. | Gedenkplaten voor Eugen Krón en Josef Polák (Eugen Krón-academie voor kunsten). ID 802-1152/3.                                                      | Tabuľa pamätná: Eugen Krón & Josef Polák (°1886 - † 1945) (výtvarná škola E.Króna).        |
|            | Strojárenská ulica 9. Locatie.      | Appartementsgebouw. Woning van Freudenfeld. ID 802-3672/0.                                                                                          | Dom bytový. Freudenfeldov dom.                                                             |
|            | Strojárenská ulica 3. Locatie.      | Administratief gebouw. ID 802-4596/1. | Budova administratívna.                                                                    |
|            | Strojárenská ulica 3. Locatie.      | Technische ruimte. ID 802-4596/2. | Strojovňa.                                                                                 |
|            | Strojárenská ulica 3. Locatie.      | Voormalige technische ruimte en magazijn. ID 802-4596/3.                                                                                            | Bývalá strojovňa a sklad.                                                                  |
|            | Zimná ulica 1. Locatie.             | Appartementsgebouw. Model: "Klein Praag". ID 802-3624/17.                                                                                           | Dom bytový. "Malá Praha".                                                                  |
|            | Zimná ulica 3. Locatie.             | Appartementsgebouw. Model: "Klein Praag". ID 802-3624/18.                                                                                           | Dom bytový. "Malá Praha".                                                                  |
|            | Zimná ulica 5. Locatie.             | Appartementsgebouw. Model: "Klein Praag". ID 802-3624/19.                                                                                           | Dom bytový. "Malá Praha".                                                                  |
|            | Železničná ulica 1. Locatie.        | Gedenkplaat. In 1945, na de bevrijding van de stad door het Sovjetleger, was in dit gebouw het voorzitterschap van de SNR gevestigd. ID 802-1328/3. | Tabuľa pamätná.                                                                            |